# Canton de Beaumes-de-Venise
Le canton de Beaumes-de-Venise est une ancienne division administrative française du département de Vaucluse, en région Provence-Alpes-Côte d'Azur.

## Histoire
Le canton est supprimé par le décret du 28 février 2014 qui entre en vigueur à l'issue des élections départementales de mars 2015.

## Composition
Le canton de Beaumes-de-Venise comprenait sept communes :
| Nom                           | Code Insee | Intercommunalité            | Superficie (km2) | Population (dernière pop. légale) | Densité (hab./km2) |
| ----------------------------- | ---------- | --------------------------- | ---------------- | --------------------------------- | ------------------ |
| Beaumes-de-Venise (chef-lieu) | 84012      | CA Ventoux-Comtat Venaissin | 18,89            | 2 387 (2014)                      | 126                |
| Gigondas                      | 84049      | CA Ventoux-Comtat Venaissin | 27,14            | 534 (2014)                        | 20                 |
| Lafare                        | 84059      | CA Ventoux-Comtat Venaissin | 4,54             | 131 (2014)                        | 29                 |
| La Roque-Alric                | 84100      | CA Ventoux-Comtat Venaissin | 4,87             | 51 (2014)                         | 10                 |
| Sablet                        | 84104      | CC Vaison Ventoux           | 11,10            | 1 240 (2014)                      | 112                |
| Suzette                       | 84130      | CA Ventoux-Comtat Venaissin | 6,75             | 124 (2014)                        | 18                 |
| Vacqueyras                    | 84136      | CA Ventoux-Comtat Venaissin | 8,97             | 1 202 (2014)                      | 134                |

## Représentation

### Conseillers d'arrondissement (de 1833 à 1940)
| Période                                  | Période | Identité                                   | Étiquette | Qualité |
| ---------------------------------------- | ------- | ------------------------------------------ | --------- | --- |
| 1833                                     |         | François Gaspard Florent Vaton (1775-1854) |           | Propriétaire, juge de paix à Beaumes                                                                        |
|                                          |         |                                            |           | |
|                                          | 1940    | Joseph Alazard                             | Radical   | Propriétaire à Sablet                                                                                       |
| 1940                                     |         |                                            |           | Les conseils d'arrondissement ont été suspendus par la loi du 12 octobre 1940 et n'ont jamais été réactivés |
| Les données manquantes sont à compléter. |         |                                            |           | |

### Conseillers généraux de 1833 à 2015
| Période                    | Identité                                | Parti                    | Qualité |
| -------------------------- | --------------------------------------- | ------------------------ | --- |
| 1833-1848                  | Marquis Etienne Guillaume de Gaudemaris |                          | Avocat à Beaumes Propriétaire du château de Massillan à Uchaux                                                                                       |
| 1848-1864 (décès)          | Théophile Bourbousson                   | Droite                   | Docteur en médecine à Sablet puis à l'établissement thermal de Montmirail, à Vacqueyras Député (1848-1851)                                           |
| 1864-1870                  | Carolus Desplans                        | Droite                   | Médecin - Maire de Sablet |
| 1870-1871                  | M. Pauleau                              |                          | Membre de la Commission départementale |
| octobre 1871-décembre 1871 | Carolus Desplans                        | Droite                   | Maire de Sablet |
| 1871-1877                  | Eugène Raspail                          | Républicain de Gauche    | Avocat - Député (1848-1849) Propriétaire à Gigondas                                                                                                  |
| 1877-1878 (annulation)     | Carolus Desplans                        | Droite bonapartiste      | Maire de Sablet |
| 1878-1884 (démission)      | Eugène Raspail                          | Républicain Opportuniste | Propriétaire à Gigondas |
| 1884-1889                  | Eugène Cousin                           |                          | Banquier à Avignon |
| 1889-1895                  | Casimir Vaton                           | Droite                   | Propriétaire Maire de Beaumes-de-Venise (1874-1878 et 1884-1892)                                                                                     |
| 1895-1901                  | Fortuné Bertrand                        | Républicain              | Propriétaire, maire de Vacqueyras |
| 1901-1907                  | Placide Chave                           | Rad.                     | Négociant à Sablet |
| 1907-1913                  | Auguste Fare                            | Rad.                     | Retraité du P.L.M. Propriétaire à Beaumes-de-Venise                                                                                                  |
| 1913-1940                  | Alphonse Bernard                        | Rad.                     | Négociant, propriétaire Maire de Vacqueyras Membre de la Commission administrative départementale (1941-1942) Nommé conseiller départemental en 1942 |
| 1945-1949                  | Germain Fare                            | PCF                      | Cultivateur à Beaumes-de-Venise |
| 1949-1973                  | Edmond Arcusi                           | Rad.-RGR                 | Propriétaire-exploitant, entrepreneur de maçonnerie Maire de Vacqueyras                                                                              |
| 1973-1992                  | Camille Fare (fils de G.Fare)           | PCF                      | Cultivateur Maire de Beaumes-de-Venise (1977-1989)                                                                                                   |
| 1992-2015                  | Christian Gonnet                        | UDF-PR puis UMP          | Agriculteur Maire de Beaumes-de-Venise (1989-2015)                                                                                                   |

## Démographie
| 1962  | 1968  | 1975  | 1982  | 1990  | 1999  | 2006  | 2011  | 2012  |
| ----- | ----- | ----- | ----- | ----- | ----- | ----- | ----- | ----- |
| 4 242 | 4 314 | 4 312 | 4 506 | 4 747 | 5 322 | 5 388 | 5 484 | 5 519 |